# Robust 주성분 분석
Robust 주성분 분석(RPCA)은 주성분 분석 (PCA)를 데이터가 심각하게 손상되었을 경우에도 적용가능 하도록 하는 문제이다.

## 알고리즘

### 비-Convex 접근법
Robust PCA 문제의 가장 성능이 좋은 알고리즘은 교차 최적화를 수행하는 알고리즘이다. 계산 복잡도는 {\displaystyle O\left(mnr^{2}\log {\frac {1}{\epsilon }}\right)}이다.